# Hoffman (Minnesota)
Hoffman és una població dels Estats Units a l'estat de Minnesota. Segons el cens del 2000 tenia 672 habitants.

## Demografia
Segons el cens del 2000, Hoffman tenia 672 habitants, 274 habitatges, i 164 famílies. La densitat de població era de 123,6 habitants per km².
Dels 274 habitatges en un 26,3% hi vivien nens de menys de 18 anys, en un 49,3% hi vivien parelles casades, en un 8,8% dones solteres, i en un 39,8% no eren unitats familiars. En el 35% dels habitatges hi vivien persones soles el 23,4% de les quals corresponia a persones de 65 anys o més que vivien soles. El nombre mitjà de persones vivint en cada habitatge era de 2,25 i el nombre mitjà de persones que vivien en cada família era de 2,94.
Per edats la població es repartia de la següent manera: un 21,3% tenia menys de 18 anys, un 7,1% entre 18 i 24, un 21,6% entre 25 i 44, un 19% de 45 a 60 i un 31% 65 anys o més.
L'edat mediana era de 45 anys. Per cada 100 dones de 18 o més anys hi havia 86,3 homes.
La renda mediana per habitatge era de 29.464 $ i la renda mediana per família de 42.955 $. Els homes tenien una renda mediana de 31.818 $ mentre que les dones 18.333 $. La renda per capita de la població era de 16.725 $. Entorn de l'1,9% de les famílies i el 10,6% de la població estaven per davall del llindar de pobresa.

## Poblacions més properes
El següent diagrama mostra les poblacions més properes.